# UK drill
Genres dérivés
Sample drill
Genres associés
Brooklyn drill
La UK drill est un sous-genre de la drill, développé au Royaume-Uni dans les années 2010, caractérisé par un mélange d'influences de la drill de Chicago, du grime et du 2-step garage. À l'origine développée en marge de l'industrie musicale, elle gagne en popularité grâce à Internet, avant de devenir un genre dominant dans la culture urbaine britannique.
Elle fait l'objet de controverses en raison de ses paroles crues et de son association avec la violence, ce qui conduit à de la stigmatisation de la part de nombreux médias ainsi qu'à des actions judiciaires de la part des autorités, souvent considérées comme de la censure. Malgré cela, la UK drill continue d'influencer la scène musicale internationale, notamment la Brooklyn drill.

## Histoire

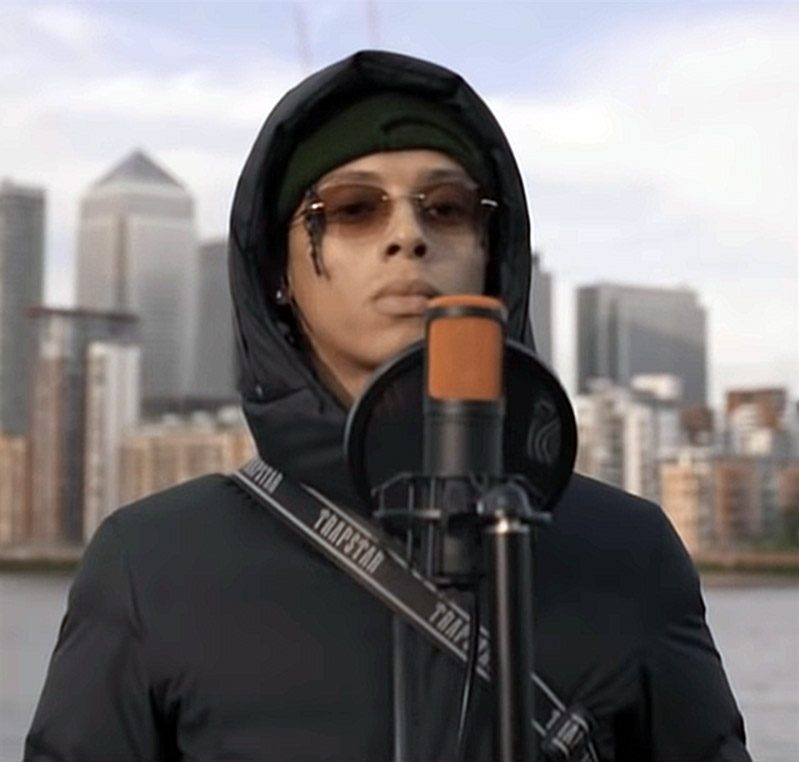
Le rappeur Central Cee.

La drill de Chicago commence à être populaire chez les jeunes londoniens en 2012. La drill britannique émerge à Londres vers les années 2013 à 2014, principalement dans le quartier de Brixton,, au sein de la communauté noire britannique,.
Initialement, elle émule la drill de Chicago, puis elle devient un style à part entière vers 2015 en implémentant des influences de musiques urbaines britanniques telles que le grime, le UK garage et le road rap. Selon Kit Mackintosh, les chansons de drill de Chicago How We Move de Lil Bibby et Bars of Clout de King Lil Jay sont particulièrement influentes sur le style UK drill en raison de leurs rythmes proches des musiques urbaines britanniques,,. Le producteur de musique Carns Hill et le groupe 67 sont parmi les pionniers de la UK drill. D'autres producteurs dont MK the Plug et M1 on the Beat participent à la singularisation du style,. En 2017, la UK drill commence à devenir l'un des genres de musique dominants dans la culture urbaine jeune britannique,.
En raison de ses paroles crues, le genre se développe à ses débuts principalement en marge de l'industrie musicale via Internet grâce à des clips vidéo publiés sur des chaînes YouTube telles que Press Play, Mixtape Madness, Link Up TV ou GRM Daily,,. En 2017, le rappeur Abra Cadabra reçoit un MOBO Award pour sa chanson Robbery, ce qui constitue l'une des premières reconnaissances institutionnelles du genre. En 2018, la UK drill se met à être de plus en plus présente à la radio britannique et de nombreux artistes adoptent un format plus pop. En 2019, la UK drill commence à avoir un retentissement international. Des rappeurs comme les irlandais J. B2 et INK ou les Français Freeze Corleone, 1PLIKÉ140 et Gazo reprennent les codes et les sonorités de ce genre,. En Amérique du Nord, des rappeurs tels que l'Américain Pop Smoke et le Canadien Drake se mettent à rapper sur des beats UK drill. En Australie, le groupe Onefour peut être cité comme exemple de UK drill. La UK drill devient ainsi le courant dominant de la musique drill.
La UK drill influence fortement la Brooklyn drill, notamment via Pop Smoke, et des producteurs britanniques tels qu'AXL Beats et 808 Melo produisent régulièrement pour des rappeurs new-yorkais,. En 2022, la UK drill commence à utiliser de plus en plus d'échantillons, notamment après la sortie du morceau Obsessed With You du rappeur Central Cee, qui échantillonne la chanteuse PinkPantheress. Ce développement stylistique de la UK drill est nommé sample drill et est représenté par des artistes tels que JBee.

## Caractéristiques
La UK drill emprunte au grime ses rythmes 2-step et son tempo de 140 battements par minute ; et doit à la drill ses riffs de piano menaçants,. D'après le magazine Dazed, la UK drill doit également au grime des flows « durs et dépouillés » et est moins luxuriante que la drill chicagoane. Le genre diffère aussi de la drill de Chicago par son utilisation de l'anglais multiculturel de Londres (en),, par ses basses oscillantes et par un son moins explosif et plus épars et froid. Les changements de beat sont également fréquents.

## Contexte social
D'après Pigeons and Planes, une grande partie des artistes et du public de la UK drill est constituée d'adolescents. Selon le Guardian, cette musique reçoit un bon accueil au sein de la classe moyenne. Tout comme la drill de Chicago, la UK drill est liée à une culture de la violence,. Selon Fact, la drill réussit à s'exporter au sud de Londres en raison du mode de vie des jeunes londoniens similaire à celui des jeunes chicagoans, notamment vis-à-vis de leur pauvreté, des conflits territoriaux entre gangs et de leur « bravade hyper-masculine ».
Europe and Me observe qu'une grande majorité des artistes de UK drill sont des hommes, contrairement au grime qui comptait plusieurs artistes féminines en son sein. Pour Pigeons and Planes, la vantardise misogyne fait partie des sujets usuels de la UK drill. Certaines bandes rivales utilisent cette musique afin de se dénigrer entre elles sur leurs morceaux. Parmi les conflits notables au sein de la UK drill, on peut ceux entre les collectifs 67 et 150 ; entre les collectifs 410 et Harlem Spartans ; ou entre les collectifs Zone2 et Moscow 17,. Les références au port de couteau dans l'espace public afin de se protéger de bandes rivales sont également fréquentes.
Les rappeurs de UK drill portent souvent une cagoule ou un masque, initialement dans le but de se protéger de la justice, les clips pouvant être utilisés comme preuves au Royaume-Uni ; puis se mettent à l'utiliser comme objet de mode,. Les frasques des musiciens de UK drill font l'objet de beaucoup de spéculation parmi les fans de cette musique sur les réseaux sociaux.

## Polémiques et censure
Durant l'été 2018, la UK drill est l'objet d'une polémique médiatique concernant son rôle supposé dans la hausse des actes de violences à Londres,,. Des journaux comme le Sunday Times, le Sun et le Daily Mail dénoncent cette musique comme étant à l'origine de violences. Plusieurs études démontrent cependant que la violence à Londres est plus fortement liée aux coupes dans les budgets alloués aux conseils et à la jeunesse,. Néanmoins, les universitaires Craig Pinkney et Shona Robinson-Edwards l'estiment potentiellement dangereuse, arguant que le fait que les rappeurs de UK drill profèrent des menaces dans leurs chansons peut les pousser à les mettre à exécution afin de prouver leur crédibilité. Le rappeur Abra Cadabra défend ce genre et estime que les discours pointant la UK drill comme étant à l'origine de violences sont une distraction des problèmes socio-économiques qu'il estime comme les réels facteurs de la hausse des violences à Londres,.
Plusieurs publications comme Pitchfork, L'Obs ou DJ Magazine estiment que la UK drill est l'objet de censures au Royaume-Uni. Plus d'une centaine de clips vidéo de UK drill ont été supprimés de YouTube entre 2015 et 2019 en raison de requêtes de la police, plusieurs rappeurs sont condamnés en raison de leurs paroles et certains d'entre eux se voient interdits de publier des clips vidéos sans l'approbation de la police ; et l'entreprise Mars a enlevé ses publicités de YouTube en raison de la présence d'une de ses publicités avant un clip vidéo de UK drill. La Metropolitan Police se défend quant à elle de toute velléité de censure et déclare que son intention est de limiter les contenus pouvant augmenter la violence,,. Pour le sociologue Lambros Fatsis, l'encadrement juridique et la criminalisation de la UK drill révèlent la « nature discriminatoire » de la police londonienne envers les personnes noires et ne sont pas basés sur une véritable corrélation entre ce genre de musique et la criminalité.